# پارک ملی پرسپا
پارک ملی پرسپا (به لاتین: Prespa National Park) یک جنگل در آلبانی است که در Pustec Municipality واقع شده‌است.